# Ilora Finlay
Pour les articles homonymes, voir Finlay.
Ilora Gillian Finlay (née le 23 février 1949) est un médecin gallois, professeur de médecine palliative et membre Crossbencher de la Chambre des lords.

## Biographie
Elle est une ancienne présidente de la Royal Society of Medicine. Elle est professeur de médecine palliative à l'École de médecine de l'Université de Cardiff et consultante au Velindre Cancer Center de Cardiff. Le 28 juin 2001, elle est nommée pair à vie avec le titre de baronne Finlay de Llandaff, de Llandaff dans le comté de South Glamorgan.
En 2003, elle propose un projet de loi interdisant de fumer dans les bâtiments publics au Pays de Galles, trois ans avant sa mise en œuvre.
En 2007, Lady Finlay présente un projet de loi d'initiative parlementaire visant à changer le système actuel de don d'organes de « opt in » à « opt out ». Le calendrier parlementaire ne permet à ce que ce projet de loi soit adopté, mais le principe continue d'être débattu. Deux ans plus tard, elle réussit à changer la politique gouvernementale sur le don d'organes pour permettre aux donneurs d'organes potentiels de pouvoir indiquer à un membre de la famille ou un ami proche qu'ils souhaitent faire don de leurs organes.
En mars 2010, la baronne Finlay parraine le projet de loi sur les lits de bronzage qui est examiné par la Chambre des lords. À quelques semaines des prochaines élections générales, la baronne Finlay, avec l'appui du gouvernement et de l'opposition, fait passer le projet de loi d'initiative parlementaire de la députée Julie Morgan à ses dernières étapes, à la Sanction royale.
La baronne Finlay est coprésidente du groupe parlementaire multipartite sur le monoxyde de carbone, qui rassemble des parlementaires engagés dans la lutte contre l'intoxication au monoxyde de carbone. En octobre 2011, à l'issue d'une enquête de six mois qu'elle préside, le Groupe produit un rapport intitulé Preventing Carbon Monoxide Poisoning, comprenant un certain nombre de recommandations pour un changement de politique et de comportement. Lady Finlay préside également le Groupe parlementaire multipartite sur le bien-mourir, qui fait la promotion des soins palliatifs.
Elle est vice-présidente de Marie Curie Care, patronne du réseau de banques alimentaires du Trussell Trust au Pays de Galles et de la Motor Neurone Disease Association. Elle est également la patronne du Volontariat étudiant Cardiff. En 2017, elle est nommée l'un des deux patrons de la Royal Microscopical Society, l'autre étant la Baronne Brown de Cambridge.
En mars 2015, Finlay reçoit le prix Grassroot Diplomat Initiative Honouree pour son vigoureux champion de l'amélioration des soins aux patients mourants.
En 2020, Finlay est présidente de la Alcohol Harms Commission, qui recommande à l'Angleterre d'établir un prix unitaire minimum pour l'alcool.